# Markthalle (Salisbury)

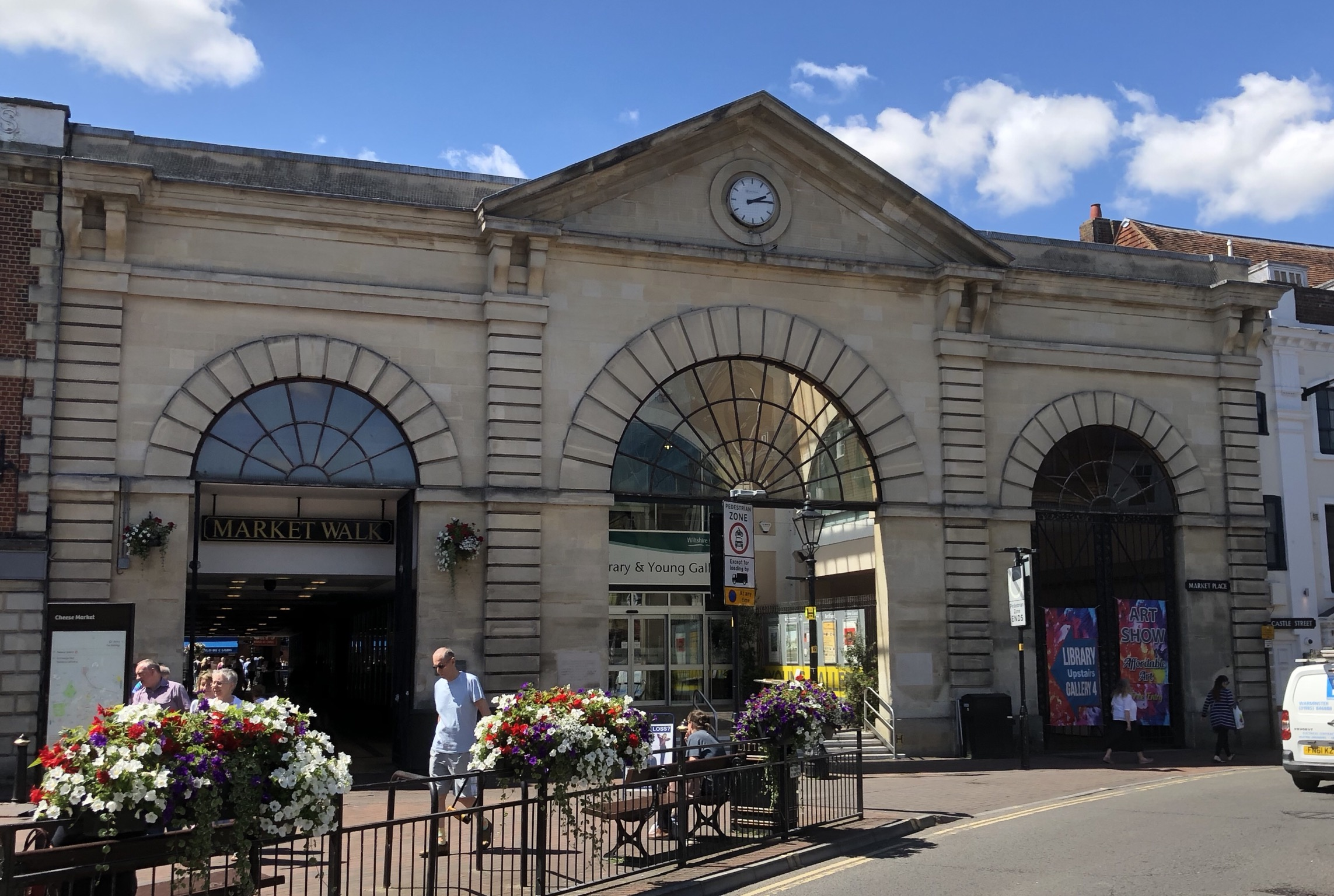
Markthalle in Salisbury, Ostfassade 2019

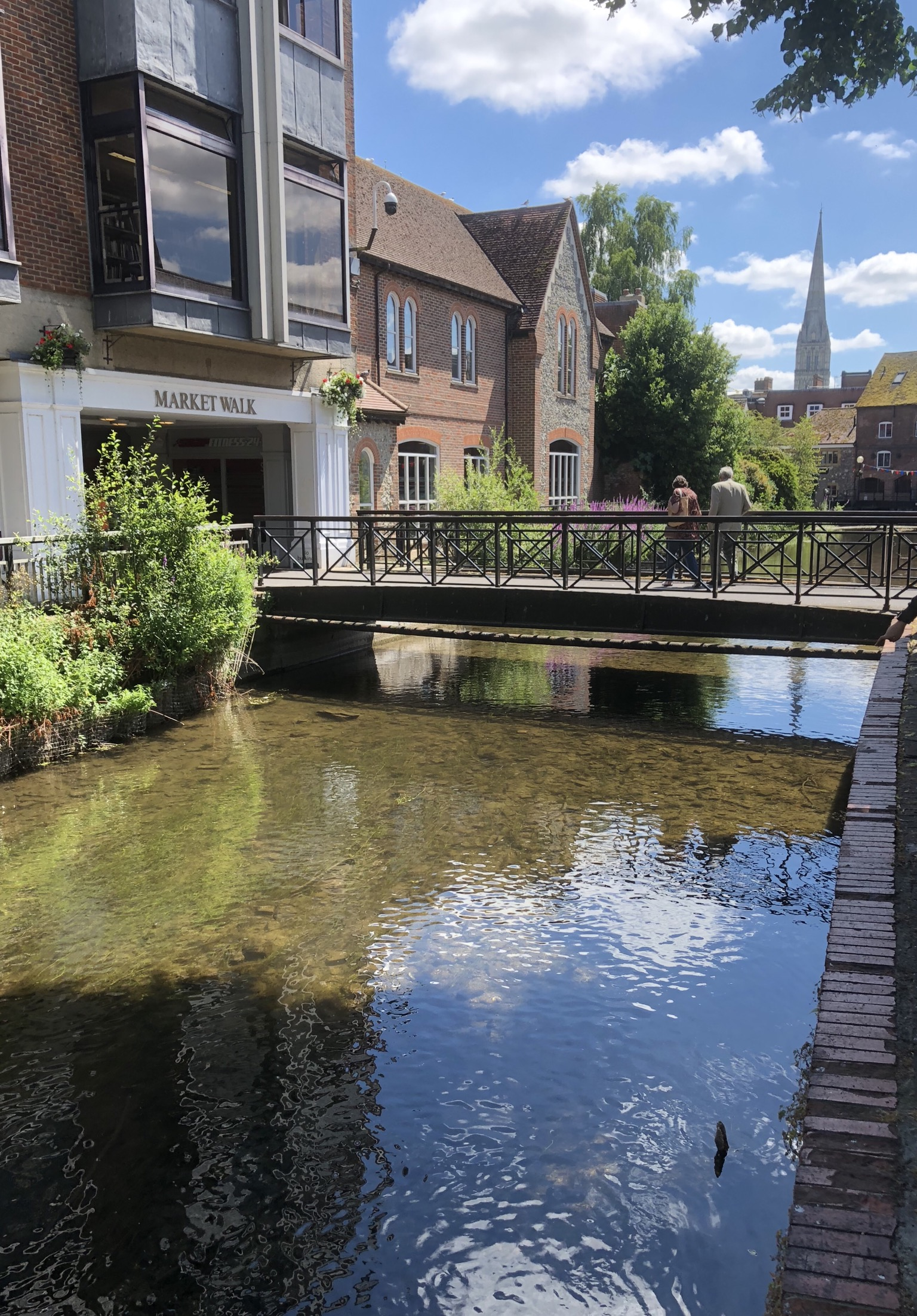
Blick von Nordwesten über den Avon zum westlichen Eingang des Market Walks

Die Markthalle ist eine denkmalgeschützte Markthalle in Salisbury in England.
In der Halle ist neben dem Einkaufszentrum Market Walk auch die Bibliothek von Salisbury untergebracht.

## Lage
Sie befindet sich im Ortszentrum von Salisbury westlich des Marktplatzes der Stadt an der Adresse Market Place 1. Westlich der Markthalle fließt der Avon. Durch den südlichen Teil der Halle führt der Market Walk der vom Westufer des Avons, über den Fluss, durch die Halle bis zum Marktplatz führt.

## Architektur und Geschichte
Die Halle wurde 1859 von einem Herrn Strapp errichtet. Ihre verputzte eingeschossige Ostfassade ist repräsentativ gestaltet und mit einer Quaderung versehen. Sie ruht auf einem hohen Sockel. Es bestehen drei große rundbogige Öffnungen, wobei die mittlere die größte Höhe aufweist und von einem Dreiecksgiebel überspannt. Mittig im Tympanon ist eine runde Uhr angeordnet. Die Rundbögen sind in ihrem oberen Teil verglast und von Pilastern flankiert, auf denen das Gesims ruht. In den seitlichen Rundbögen bestehen gusseiserne, von Hill & Smith aus Brierley Hill geschaffene Tore. Sie sind unter anderem mit Akanthusrollen verziert.